# Crystal (Minnesota)
Crystal é uma cidade localizada no estado americano do Minnesota, no Condado de Hennepin.

## Demografia
Segundo o censo americano de 2000, a sua população era de 22.698 habitantes.
Em 2006, foi estimada uma população de 21.494, um decréscimo de 1204 (-5.3%).

## Geografia
De acordo com o United States Census Bureau tem uma área de 15,2 km², dos quais 15,0 km² cobertos por terra e 0,2 km² cobertos por água.

## Localidades na vizinhança
O diagrama seguinte representa as localidades num raio de 8 km ao redor de Crystal.